# 东非议会
东非议会（缩写为EALA）是东非共同体的立法机关，成立于2001年11月，未设固定办公地点。议会有52名议员，包括45名民选议员和7名当然议员。每届议会任期5年。现任议长是马丁·恩戈加。